# Bruno Martins Indi
Rolando Maximiliano „Bruno” Martins Indi (ur. 8 lutego 1992 w Barreiro) – holenderski piłkarz pochodzenia portugalskiego grający na pozycji lewego lub środkowego obrońcy. Obecnie występuje w AZ Alkmaar.

## Kariera klubowa
Martins Indi urodził się w Portugalii, jednak mając trzy miesiące, wyemigrował z rodzicami do Holandii. Swoją karierę piłkarską rozpoczął w klubie Feyenoord Rotterdam. W 2010 roku awansował do kadry pierwszego zespołu Feyenoordu. 22 sierpnia 2010 zadebiutował w pierwszej lidze holenderskiej w zremisowanym 1:1 wyjazdowym meczu z Heraclesem Almelo. 17 kwietnia 2011 roku strzelił swojego pierwszego gola w Eredivisie w zwycięskim 6:1 domowym spotkaniu z Willemem II Tilburg. W sezonie 2011/2012 stał się podstawowym zawodnikiem Feyenoordu i wywalczył z nim wicemistrzostwo Holandii.
| Sezon   | Klub                | Kraj       | Rozgrywki      | Mecze | Bramki |
| ------- | ------------------- | ---------- | -------------- | ----- | ------ |
| 2010/11 | Feyenoord Rotterdam | Holandia   | Eredivisie     | 15    | 1      |
| 2011/12 | Feyenoord Rotterdam | Holandia   | Eredivisie     | 29    | 1      |
| 2012/13 | Feyenoord Rotterdam | Holandia   | Eredivisie     | 31    | 1      |
| 2013/14 | Feyenoord Rotterdam | Holandia   | Eredivisie     | 26    | 2      |
| 2014/15 | FC Porto            | Portugalia | Primeira Liga  | 24    | 2      |
| 2015/16 | FC Porto            | Portugalia | Primeira Liga  | 23    | 1      |
| 2016/17 | Stoke City          | Anglia     | Premier League | 35    | 1      |
| 2017/18 | Stoke City          | Anglia     | Premier League | 17    | 0      |

## Kariera reprezentacyjna
W 2010 roku Martins Indi wystąpił z reprezentacją Holandii U-19 na Mistrzostwach Europy U-19. W dorosłej reprezentacji zadebiutował 15 sierpnia 2012 roku w przegranym 2:4 towarzyskim meczu z Belgią, rozegranym w Brukseli. Na MŚ 2014 w Brazylii był podstawowym graczem Holandii, z którą sięgnął po brązowy medal.

## Sukcesy

### Reprezentacja
- Mistrzostwa Świata 2014:  Brąz